# Відьомська вежа
Пам'ятник культури Поморського воєводства: реєстраційний номер 55 від 25 травня 1955 року. 
Відьомська вежа (пол. Baszta Czarownic) — історико-архітектурна пам'ятка в польському місті Слупськ. Знаходиться за адресою: вулиця Франческо Нулло, 13.

## Історія
Готична вежа була споруджена приблизно в XIV-XV століттях і була частиною міської стіни, побудованої на місці палісаду в 1325 році. Міська стіна була викладена валунами і цегляною кладкою. Висота укріплених бастіонами стін становила 6,5 метра. Міську стіну омивала річка Слупя, яка виконувала функцію додаткового природного захисту міста. 
У XVII столітті один із бастіонів міської стіни почали використовували в'язницею для жінок, яких звинувачували в чаклунстві. Арештантки перебували в башті під час розслідування, в ході якого застосовувалися тортури, а після засудження на страту очікували там виконання вироку у вигляді спалення на багатті. 
Вежа була відзначена німецьким картографом Ейльгардом Любінем на панорамі міста Слупськ на мапі Померанського герцогства. 
З початку XIX століття вежа використовувалася стайнею, в 1871 році знову була переобладнана у в'язницю. 
У 1945 році, під час Другої світової війни, вежа значно постраждала під час штурму Слупська радянськими військами. 
25 травня 1955 року Відьомська вежа була внесена до реєстру пам'яток культури Поморського воєводства (№ 55). У 1970-1973 роках дану споруду було реконструйовано. 